# Załawie (Dąbrówka Zabłotnia)
Załawie – część wsi Dąbrówka Zabłotnia w Polsce położona w województwie mazowieckim, w powiecie radomskim, w gminie Kowala.
W latach 1975–1998 Załawie administracyjnie należało do województwa radomskiego.